# Folkmar Franzius
Folkmar Franzius (* 23. November 1827 in Leer; † 2. Mai 1899 in Blankenburg) war Jurist und Mitglied des Deutschen Reichstags.

## Leben
Franzius studierte von 1847 bis 1850 in Heidelberg und Göttingen Rechtswissenschaften. 1856 wurde er Advokat in Aurich und von 1860 bis 1895 war er Rechtsanwalt und Notar in Norden. Danach war er Justizrat in Blankenburg.
Ab 1898 war er Mitglied des Deutschen Reichstags für den Wahlkreis Provinz Hannover 1 Emden, Norden, Weener und die Nationalliberale Partei. Das Mandat endete mit seinem Tode.